# Fox News
A Fox News Channel (FNC), vagy röviden Fox News amerikai, konzervatív hír- és politikai elemző televíziós csatorna, amelynek székhelye New York Cityben található. A Fox News Media tulajdonában van, amely maga is a Fox Corporation tulajdonában van. A csatorna a legnézettebb hírkábelcsatorna az Egyesült Államokban, és 2023-ban a társaság adózás előtti nyereségének mintegy 70%-át generálja. A csatorna főleg az 1211 Avenue of the Americas-ban található stúdiókból sugároz Midtown Manhattanben.
A Fox News 1996. október 7-én indult el Rupert Murdoch médiamágnás kezdeményezésére. Murdoch célja az volt, hogy létrehozzon egy hírcsatornát, amely konzervatív nézőket céloz meg. A csatorna gyorsan népszerűvé vált, és hamarosan a vezető hírkábelcsatorna lett az Egyesült Államokban.
A Fox News hírműsoraira jellemző a konzervatív nézőpont, és gyakran kritizálják a liberális kormányt és a médiát. A csatorna számos műsora, például a The O'Reilly Factor, a Hannity és a Tucker Carlson Tonight jelentős hatással volt a konzervatív közvéleményre az Egyesült Államokban.
A Fox Newsot számos kritika érte a konzervatív nézőpont túlzott hangsúlyozása miatt. A kritikusok azt állítják, hogy a csatorna gyakran hamis vagy félrevezető információkat terjeszt, és hogy a műsorai gyakran uszítóak és félrevezetőek.
A Fox News azonban a kritikák ellenére is népszerű maradt. A csatorna számos díjat nyert, és a műsorai számos kiemelkedő médiaszereplőt vonzottak.

## Fox News legnépszerűbb műsorai
- The O’Reilly Factor (1996–2017)
- Hannity (2009–)
- Tucker Carlson Tonight (2016–2023)
- The Five (2011–)
- The Ingraham Angle (2017–)
- Fox & Friends (1996–)
- Special Report with Bret Baier (2002–)
- America’s Newsroom (2007–)

## Fox News leghíresebb műsorvezetői
- Steve Doocy (1996–)

- Bret Baier (2002–)

- Ainsley Earhardt (2007–)

- Sean Hannity (2009–)

- Martha MacCallum (2013–)

- Maria Bartiromo (2013–)

- Jesse Watters (2014–)

- Laura Ingraham (2017–)

- Lara Trump (2025–)

### Korábbi házigazdák és közreműködők
- John Kasich (2001–2007)
- Glenn Beck (2009–2011)
- Mike Huckabee (2008–2015)
- Bill O’Reilly (1996–2017)
- Megyn Kelly (2004–2017)
- Tucker Carlson (2016–2023)
- Lou Dobbs (2011–2024)
- Pete Hegseth (2017–2024)